# Ben-Hadad I
Ben-Hadad I – król Aramu-Damaszku panujący od ok. 885 p.n.e. do ok. 865 p.n.e., postać biblijna ze Starego Testamentu. Był synem Tabrimona a wnukiem Chezjona. Współczesnymi mu władcami byli król judzki Asa i król izraelski Basza.
Kiedy Basza zaczął wznosić fortyfikacje graniczne w celu odcięcia dostępu do Jerozolimy, Asa zwrócił się o pomoc do Ben-Hadada, oferując mu złoto. Ben-Hadad zajął północne ziemie Izraela, w tym Dan, co zmusiło Baszę do zaniechania swych działań, a Damaszkowi zapewniło kontrolę nad szlakiem handlowym do południowej Fenicji.